# Shooting star in the blue sky
『Shooting star in the blue sky』（シューティング・スター・イン・ザ・ブルースカイ）は、1993年9月22日に発売された大貫妙子の通算15作目のスタジオ・アルバム。発売元はEASTWORLD / 東芝EMI。

## 概要・背景
帯コピー：″いつかどこかでお会いしましょう。″
大貫と小林武史の共同プロデュース・アルバム三部作の最後にあたる作品で、サウンド・歌詞ともにポップな世界が展開され、独自の世界観が表現された1枚。シングル「しあわせのサンドウィッチ」「春の手紙」他を収録。
『Shooting star in the blue sky』というタイトルは、かつて新潮社から出版されていた月刊誌「Mother Nature's」(マザー・ネイチャーズ) の中で大貫が連載をしていた頃、当雑誌で写真撮影を担当していた動物写真家の岩合光昭から、ある日「いま、アフリカですけど。さっき、流れ星見ましたよ。といっても、こちらは昼間なんですけど。」と電話を貰った際に、アフリカの雲一つない真っ青な空を流れ星が、それも昼間に見られるなんてそんなラッキーなことがあるのかと感激し、その幸運に肖ろうと思いついたものである。
2013年9月25日にはリマスター盤SHM-CDが発売され、2020年11月にはLPレコードが限定盤として発売された。

## 収録曲
| 全作詞・作曲: 大貫妙子（特記以外）、全編曲: 小林武史。 |                                             |                      |                      |      |
| #                                                      | タイトル                                    | 作詞                 | 作曲・編曲           | 時間 |
| 1.                                                     | 「しあわせのサンドウィッチ」                | 大貫妙子（特記以外） | 大貫妙子（特記以外） | 3:39 |
| 2.                                                     | 「Shooting star in the blue sky」           | 大貫妙子（特記以外） | 大貫妙子（特記以外） | 4:32 |
| 3.                                                     | 「Do you smile again」                      | 大貫妙子（特記以外） | 大貫妙子（特記以外） | 4:54 |
| 4.                                                     | 「Crazy on you」                            | 大貫妙子（特記以外） | 大貫妙子（特記以外） | 4:52 |
| 5.                                                     | 「Sea of Cortez」(作曲: 大貫妙子・小林武史) | 大貫妙子（特記以外） | 大貫妙子（特記以外） | 5:50 |
| 6.                                                     | 「Million bucks」(作曲: 小林武史・大貫妙子) | 大貫妙子（特記以外） | 大貫妙子（特記以外） | 5:31 |
| 7.                                                     | 「六月の晴れた午後」                        | 大貫妙子（特記以外） | 大貫妙子（特記以外） | 3:45 |
| 8.                                                     | 「会いたい気持」(ALBUM MIX)                 | 大貫妙子（特記以外） | 大貫妙子（特記以外） | 4:50 |
| 9.                                                     | 「紙ヒコーキのラブレター」                  | 大貫妙子（特記以外） | 大貫妙子（特記以外） | 3:14 |
| 10.                                                    | 「サイレントメモリー」(ALBUM MIX)           | 大貫妙子（特記以外） | 大貫妙子（特記以外） | 4:49 |
| 11.                                                    | 「春の手紙」(ALBUM MIX)                     | 大貫妙子（特記以外） | 大貫妙子（特記以外） | 4:06 |
| 合計時間:                                              | 合計時間:                                   | 50:16                |                      |      |

### 備考
1. しあわせのサンドウィッチ
20枚目のシングル表題曲。
2. Shooting star in the blue sky
アルバムのタイトル曲。
3. Do you smile again
4. Crazy on you
5. Sea of Cortez
6. Million bucks
7. 六月の晴れた午後
8. 会いたい気持（ALBUM MIX）
シングル「春の手紙」カップリング曲の別ヴァージョン。
9. 紙ヒコーキのラブレター
10. サイレントメモリー（ALBUM MIX）
「しあわせのサンドウィッチ」カップリング曲の別ヴァージョン。
11. 春の手紙（ALBUM MIX）
19枚目のシングル表題曲の別ヴァージョン。

## 参加ミュージシャン
| しあわせのサンドウィッチ - Keyboards: 小林武史 - Guitar: 佐橋佳幸 - Bass: 岡沢章 - Percussion, Vibraphone: 大石真理恵 Shooting star in the blue sky - Keyboards: 小林武史 - Guitar: クレム・クレムソン - Drums: イアン・トーマス - voice: キャサリン・アークハート Do you smile again - Keyboards: 小林武史 - Acoustic Guitar: クレム・クレムソン - Bass: ローレンス・カトル Crazy on you - Keyboards: 小林武史 - Guitar: クレム・クレムソン - Slide Guitar: 小倉博和 - Bass: ローレンス・カトル - Percussion: ハリー・モーガン - Sax: ゲイリー・バーナクル Sea of Cortez - Keyboards: 小林武史 - Acoustic Guitar: クレム・クレムソン、小倉博和 - Bass: ローレンス・カトル - Drums: イアン・トーマス - Percussion: ハリー・モーガン Million bucks - Keyboards: 小林武史 - Guitars: クレム・クレムソン、小倉博和 - Sax: ゲイリー・バーナクル | 六月の晴れた午後 - Acoustic Guitar: クレム・クレムソン、小倉博和 - Bass: ローレンス・カトル - Sax: ゲイリー・バーナクル 会いたい気持 - Keyboards: 小林武史 - Guitar: 小倉博和 - Bass: 岡沢章 - Drums: 小田原豊 紙ヒコーキのラブレター - Keyboards: 小林武史 - Electric Guitar: クレム・クレムソン、小倉博和 - Acoustic Guitar: 小倉博和 - Bass: ローレンス・カトル - Drums: イアン・トーマス サイレントメモリー - Keyboards: 小林武史 - Guitar: 小倉博和 - Bass: 岡沢章 - Drums: 小田原豊 春の手紙 - Keyboards: 小林武史 - Electric Guitar: 徳武弘文 - Acoustic Guitar: 吉川忠英 - Bass: 岡沢章 - Drums: 小田原豊 - Percussion: 浜口茂外也 |

## タイアップ
| 曲名                     | 番組・コマーシャル                         |
| ------------------------ | ------------------------------------------ |
| 春の手紙                 | TBS系ドラマ『家栽の人』主題歌              |
| 春の手紙                 | 三井住友フィナンシャルグループ TV-CMソング |
| 会いたい気持             | カルビーポテトチップス TV-CFソング         |
| しあわせのサンドウィッチ | カルピスウォーター '93 TV-CFイメージソング |

## 発売履歴
| 発売日        | レーベル            | 規格       | 規格品番   | 備考                 |
| ------------- | ------------------- | ---------- | ---------- | -------------------- |
| 1993年9月22日 | EASTWORLD / 東芝EMI | CD         | TOCT-8147  |                      |
| 2013年9月25日 | UNIVERSAL MUSIC     | SHM-CD     | TOCT-95225 | 絶対名盤 J-Premium   |
| 2016年3月30日 | UNIVERSAL MUSIC     | 音楽配信   |            |                      |
| 2020年11月3日 | UNIVERSAL MUSIC     | LPレコード | UPJY-9123  | 限定盤・初アナログ化 |

## 参考資料
- 『Library 〜Anthology 1973-2003〜』（ライナーノーツ・楽曲解説）大貫妙子、EASTWORLD/東芝EMI、2003年10月29日。TOCT-25187～8。